# Неинвазивна глукометрија
Неинвазивна глукометрија или неинвазивно праћење глукозе једна је од метода (у истраживању) за мерење нивоа глукозе у крви без вађења крви, пробијања коже и изазивања бола или трауме код пацијента.
Како је до сада од стране Агенције за лекове и храну у Сједињеним Америчким Државама одобрен само један уређај овог типа (који је уједно и проглашен као експериментални уређај), ова метода за сада се у САД може користити само за академску наставу и научна истраживања, или у информативне сврхе, а никако за доношење медицинских одлука о тежини шећерне болести и начину примене лекова.

## Историја
Конвенционална метода за проверу шећера у крви је метода убода прста. Како то може да уради пацијент, зове се уређај за самоконтролисање глукозе у крви. То је електрохемијска метода у којој се прст убоде како би се повукле мале капи крви на тест траку, а дискретна вредност глукозе се приказује у року од неколико секунди. Ова метода је златни стандард за мерење глукозе у крви пацијената код куће. Упркос високој прецизности, ова метода је и даље незгодна за многе пацијенте који би требало да мере глукозу у крви неколико пута дневно, јер је боцкање прстију благо болно, а тест траке су скупе и само за једнократну употребу. Ови разлози чине непожељним проверу шечера у крви неколико пута дневно, посебно у земљама са ниским приходима. Ограничавање на 2-3 мерења дневно не може прецизно пратити варијације нивоа глукозе у крви током дана. Ово је довело до идеје о развоју уређаја који би могли да помогну у континуираном праћењу, а да не буду инвазивни.
Ера истраживања за успешнијим техологијама у неинвазивној глукометрији почела је око 1975. године и наставила се до данашњих дана, са циљем да се открије клинички и комерцијално одржив производ. Стотине милиона долара уложила су до данас предузећа која су тражила решење за овај дугогодишњи проблем, али он није успешно решен.
Од 1999. године, само један такав производ одобрен за продају од стране ФДА у САД. Он је био заснован на техникама за електронски мерење глукозе кроз нетакнуту кожу, али је убрзо повучен због лоших перформанси и повремених оштећења на кожи корисника.
Године 2004, Medtronic (Сан Хозе, Калифорнија, САД) први је увео  комерцијални уређај за континуирано праћење глукозе  за личну употребу пацијената. Касније су Later, Dexcon, Inc. и Abbott Diabetes Care (Сан Дијего, Калифорнија, САД) покренули уређај за континуирано праћење глукозе, циљајући на дуг животни век имплантираних фластера са бољом прецизношћу. Од тада, индустрије раде на побољшању и ажурирању тачности, животног века и проблема са калибрацијом уређаја за за континуирано праћење глукозе

## Значај
Првих деценија 21. века у току је развој система за континуирано праћење глукозе  који су неинвазивни и прецизно мере нивое глукозе у крви. Конвенционална метода убодом у прста, иако тачна, није изводљива за употребу више пута дневно, јер је болна и тест траке су скупе. Иако су минимално инвазивни и неинвазивни уређаји за континуирано праћење глукозе уведени на тржиште, они су скупи и захтевају калибрацију убодом прста. Како је тренд шећерне болести висок у земљама са ниским и средњим приходима, велики је значај примене исплативих и једноставних  неинвазивни уређај за праћење глукозе, кроз развој технологија заснованих на оптичкин, трансдермалним и ензимским методама.

## Поступци на којима се заснива ова метода
Неинвазивни мониторинг глукозе у крви, као што му име говори, односи се на детекцију глукозе у људској крви без наношења оштећења људским ткивима. Постоји много метода за неинвазивну детекцију глукозе у крви, које се генерално могу поделити на:
- оптичке методе,

- микроталасне методе,

- електрохемијске методе.

Оптичке методе укључују блиску инфрацрвену рефлексијску спектроскопију (НИРС), поларизовану оптичку ротацију, Раманову спектроскопију, флуоресценцију, оптичку кохерентну томографију (ОЦТ) и тако даље. Како поред глукозе у људској крви, постоје и знатне количине глукозе у другим биофлуидима (као што су пљувачка, сузе, зноја), применом кохерентне корелацију између биофлуида и вредности глукозе у крви, електрохемијским методама обично се прво мери садржај глукозе у телесним течностима и индиректно добија вредност глукозе у крви након калибрације алгоритма или модела података. Опсег глукозе у телесним течностима је најближи опсегу глукозе у крви и код здравих и код дијабетичара, што пружа теоријску основу за развој сензора глукозе за друге биофлуиде. Међутим, велики број истраживачких радова је показао да постоји феномен временског кашњења између глукозе у телесним течностима и глукозе у крви, односно у телесне течностима се одражава промене нивоа глукозе у крви са одређеним закашњењем, које се креће од око 4–10 мин.
Конкретни метод и садржај су:
Примена инфрацрвене спектроскопије
Код овог поступка мерење глукозе кроз кожу врши се помоћу светлости мале таласне дужине у односу на видљиву.  
Трансдермално мерење
Код овог поступка покушава се да се глукоза извуче кроз кожу помоћу хемикалије, струје или ултразвука. Трансдермална екстракција биофлуида генерално усваја технологију реверзне јонофорезе, која може постићи сврху брзог извлачења резултата из телесних течности. Реверзном ионофорезом шаљу се електрони слабе струје између две електроде на кожи. Jони везани за аноду и катоду преносе воду и глукозу из интерстицијума на кожу помоћу ендосмозе. Ендосмоза подразумева две различите течности одвојене једна од друге порозном опном (мембраном) мешају се (дифундују) кроз мембрану, али једна течност пролази више него друга, тако да настаје повећање супстанце на једној страни, а смањење на другој страни. Струја која је тако управљена да повећава запремину зове се ендосмоза. Хидрогел на позадини сензора апсорбује течност са глукозом и мери концентрацију глукозе биосензорном технологијом. 
Мерењем количине поларизована светлости
Метода се заснива на мерењу количине поларизована светлости која ротира глукозу у предњој комори ока.
Једна студија из 2012. године приказала је примену следећих десет технологиј (метода): 
- биоимпедантну спектроскопију,
- електромагнетну сензорску,
- флуоресцентну технологију,
- средњу инфрацрвену спектроскопију,
- ближу инфрацрвену спектроскопија,
- оптичка кохерентну томографију,
- оптичку полариметрију,
- Раман спектроскопија,
- преокренуту јонтофореза,
- ултразвучну технологију,

Ова студија у закључу наводи; „да ниједан од ових метода није доступна за комерцијалну употребу, и да ниједан уређај није клинички поуздан и да је много тога остало да се истраживањима уради”.

## Тренутно стање у свету
Од 2014. године, у промету се налази најмање један неинвазивна мерач шећера у великом броју земаља света. Међутим средња апсолутна девијација овог уређаја у клиничким испитивањима била је скоро 30%, тако да се може рећи да треба уложити још напора у даља истраживања како би се значајно побољшала тачност и тиме поузданост уређаја.
Иако стручни радови показују обећавајуће резултате, већина њих показује само резултате симулације за податке теста, па су у будућности  потребна   опсежнија истраживања да би се развио неинвазивни  систем неинвазивне глукометрије заснован на научноистраживачком раду.